# Stazione di Clontarf Road
La Clontarf road railway station è una stazione ferroviaria, aperta nel 1990, che si trova lungo le linee Trans Dublin e line2 della Dublin Area Rapid Transit, la metropolitana in superficie di Dublino, capitale dell'Irlanda.

## Collocazione e apertura
La stazione si trova nella parte a Sud-Est del Northside di Dublino, al confine tra Clontarf e Fairview ma è utilizzata anche dagli abitanti di Marino ed East Wall. Fu costruita per l'inizio degli anni novanta in virtù dell'aumento della densità abitativa della zona e delle esigenze dei lavoratori della zona finanziaria della capitale. In precedenza vi era un'altra stazione, situata a 1 chilometro verso Nord, aperta il 25 maggio 1844 e chiusa il 3 settembre 1956

## Servizi
- Servizi igienici
- Capolinea autolinee
- Biglietteria a sportello
- Biglietteria self-service
- Distribuzione automatica cibi e bevande